# Edit-a-thon
Một edit-a-thon (đôi khi được viết là editathon) là một sự kiện nơi một số biên tập viên của các cộng đồng mạng như Wikipedia, OpenStreetMap (còn được gọi là "mapathon") và LocalWiki biên tập và cải thiện một loại đề tài hoặc nội dung cụ thể. Các sự kiện thường gồm có đào tạo biên tập cơ bản cho các biên tập viên mới và có thể được kết hợp với một cuộc họp mặt xã hội chung hơn. Đây là từ ghép của "edit" ("biên tập") và "marathon". Một edit-a-thon có thể là "trực tiếp", trực tuyến hoặc là phiên bản kết hợp của cả hai. Nếu không phải dạng trực tiếp, sự kiện thường được gọi là "edit-a-thon ảo" hoặc "edit-a-thon trực tuyến".

## Địa điểm (sự kiện trực tiếp)
Các edit-a-thon Wikipedia đã diễn ra tại trụ sở các chi hội của Wikimedia; các tổ chức giáo dục được công nhận, bao gồm Đại học Bang Sonoma, Đại học Bang Arizona, Đại học Middlebury, và Đại học Victoria; các tổ chức nghiên cứu khoa học như Viện khoa học sinh học Salk; và các tổ chức văn hóa, chẳng hạn như viện bảo tàng hoặc kho lưu trữ.

## Sự kiện trực tuyến/từ xa
Một số edit-a-thon Wikipedia đã được tổ chức trong đại dịch COVID-19 nhằm tuân thủ các biện pháp giãn cách xã hội. Những sự kiện này được tổ chức trực tuyến bằng cách sử dụng trò chuyện thoại và video đồng bộ cũng như thông qua các diễn đàn và bảng tin không đồng bộ. 

## Đề tài
Những sự kiện bao gồm các đề tài như di sản văn hóa, bộ sưu tập bảo tàng, lịch sử phụ nữ, nghệ thuật, nữ quyền, thu hẹp khoảng cách giới của Wikipedia và những vấn đề công bằng xã hội.
Phụ nữ, người Mỹ gốc Phi và các thành viên của cộng đồng LGBT đang sử dụng những edit-a-thon để thu hẹp khoảng cách về cấu trúc giới tính và chủng tộc của Wikipedia, đồng thời đối phó với việc các chủ đề liên quan đến châu Phi ít có hiện diện.

## Ban tổ chức
Một số edit-a-thon Wikipedia được thành viên Wikipedia tại nơi cư trú tổ chức. Cộng đồng OpenStreetMap cũng tổ chức một số edit-a-thon.

## Ví dụ

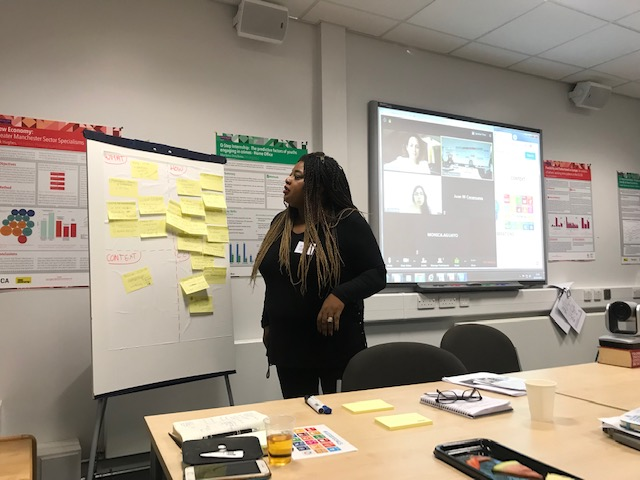
Carol Ann Whitehead, nhà tổ chức edit-a-thon Ngày Ada Lovelace

- Sáng kiến "Wiki yêu thích SDGs" đã tổ chức một edit-a-thon trực tuyến kéo dài một tuần về các đề tài xung quanh Mục tiêu phát triển bền vững. Sự kiện diễn ra trực tuyến vào tháng 9 năm 2020 trong Tuần lễ mục tiêu toàn cầu. Sự kiện do Project Everyone (một tổ chức phi chính phủ ở Anh) tổ chức và có khoảng 300 người tham gia đăng ký, 108 người đóng góp tích cực và 64 biên tập viên mới. Hầu hết những người tham gia đến từ các nước đang phát triển và 7 trong số 9 người đoạt giải đến từ Châu Phi. Sự kiện tập trung vào cải thiện nội dung liên quan đến SDG trên Wikipedia tiếng Anh (một số bài cải thiện cũng được làm đối với Wikipedia tiếng Tây Ban Nha, tiếng Macedonia,[15] tiếng Catalan và tiếng Bồ Đào Nha). Khoảng 500 bài viết đã được cải thiện.[16] Jimmy Wales đã tham dự lễ bế mạc và trao 9 giải thưởng cho các tình nguyện viên tham gia tích cực nhất.[17]
- Tháng 8 năm 2018, tổ chức Khí hậu tương lai châu Phi và Mạng kiến thức phát triển và khí hậu đã tổ chức Edit-a-thon Wikipedia đầu tiên của châu Phi về biến đổi khí hậu tại Cape Town, Nam Phi.
- Sự kiện dài nhất diễn ra tại bảo tàng Museo Soumaya tại thành phố Mexico từ 9 đến 12 tháng 6 năm 2016, nơi các tình nguyện viên Wikimedia Mexico và nhân viên bảo tàng biên tập trong 72 giờ liên tục. Kỷ lục này đã được Sách Kỷ lục Guinness xác lập.[18][19][20]
- Kể từ 2014, Art+Feminism đã tổ chức edit-a-thon thường niên quy mô toàn thế giới để mở rộng các đề tài lịch sử phụ nữ, nữ quyền và nghệ thuật trên Wikipedia, đồng thời loại bỏ những thành kiến mà phụ nữ vấp phải trên mạng. Năm 2019 đánh dấu sự mở rộng của phong trào để đưa vào "các nghệ sĩ và nhà hoạt động phi nhị nguyên giới".[21]
- Edit-a-thon Ngày Ada Lovelace, một sáng kiến nhằm cải thiện tính đa dạng của các bài viết trên Wikipedia (do Carol Ann Whitehead và chuyên gia Google, Susan Dolan đồng sáng lập). Sự kiện diễn ra vào ngày 9 tháng 10 năm 2019,[22] tại Manchester ở Trung tâm Pankhurst.[23][24][25]

## Thư viện ảnh
- Edit-a-thon 72 horas con Rodin tại thành phố Mexico là sự kiện dài nhất từ trước đến nay, do Sách Kỷ lục Guinness xác nhận.
- Ảnh chụp màn hình ngang của các thí sinh tại edit-a-thon ảo Wiktionary Igbo vào tháng 8 năm 2020
- Các thí sinh tại edit-a-thon mảng bài Phụ nữ trong nghệ thuật năm 2013 ở Washington, DC
- Một edit-a-thon tại São Paulo, Brazil nhằm khởi tạo và cải thiện các bài viết Wikipedia articles relating to chủ nghĩa nữ quyền, nữ quyền và các nữ danh nhân.
- Quản lý Sherry Antoine của AfroCrowd giải thích thể thức của edit-a-thon
- Phòng họp ảo của edit-a-thon trực tuyến về đề tài SDG và tháng 9 năm 2020 (sử dụng tính năng Workplace trên Facebook)
- Ảnh chụp nhóm tham gia mở màn sự kiện Wiki4Climate vào tháng 11 năm 2020